# Bogdan, Plovdiv
Bogdan (în bulgară Богдан) este un sat în comuna Karlovo, regiunea Plovdiv,  Bulgaria. 

## Demografie
Componența etnică a satului Bogdan
     Bulgari (82,13%)
     Romi (15,15%)
     Nicio identificare (2,4%)
     Altele (0,31%)
La recensământul din 2011, populația satului Bogdan era de 957 locuitori. Din punct de vedere etnic, majoritatea locuitorilor (82,13%) erau bulgari, cu o minoritate de romi (15,15%). Pentru 2,4% din locuitori nu este cunoscută apartenența etnică.